# 札幌新陽高等学校
札幌新陽高等学校（さっぽろしんようこうとうがっこう）は、北海道札幌市南区にある私立高等学校である。学校法人札幌慈恵学園が運営している（全日制単位制普通科）。

## 沿革
- 1958年 - 札幌商業高等学校の教員だった荒井龍雄によって、札幌慈恵女子高等学校として開校。
- 1987年 - 札幌新陽高等学校と改称。男女共学となる。
- 2016年 - 創立者・荒井龍雄の孫（札幌慈恵学園理事長で当時衆議院議員・荒井聰の息子）である荒井優がソフトバンク社長室勤務より校長に就任。当時の全国最年少校長となる。ICT教育を導入。校内Wi-Fi化、生徒にiPad配布。
- 2019年 - 生徒への配布端末をChromebook（Lenovo製とNEC製）に変更。
- 2021年 - 荒井優（あらいゆたか）が校長を退任し、新たに赤司展子が就任。2人目の民間企業からの校長登用。
- 2022年 - 22年度入学生より単位制に変更。校則から頭髪や服装に関する規定を削除。
- 2024年 - 3学年全てが単位制となり、学年制から単位制の移行が完了する。

## 概要
校訓「自主創造〜この道は自ら拓くべし〜」を根幹に「本気で挑戦し自ら道を開く人の母校」というスローガンを掲げている。
2016年以前は札幌の底辺校と認知されていたが、荒井優が校長就任以来、教育改革を推し進め、全国的にも注目を集めている。

## 特徴
SHINYO VISION 2030として「人物多様性 〜 Diversity & Inclusion」を達成目標としている。この目標達成のため「生徒の数だけ学びがある」など10の取り組みを掲げている。
具体的には学習の個別最適化を図るため2022年度より単位制に移行している。これは一般的な高校における単位制とは違い、大学のように科目を選択・履修登録をして自分の学びに合わせた時間割を作ることができるシステムとなっている。そのため2年次以降は空きコマや全休を作ることもできる。
授業毎に受講生徒が違ったり、複数年次が履修可能な授業があるなどのため学年やクラス、担任は設置していない。その代わり集団性を維持・醸成するものとして学年の代わりに年次、クラスの代わりにハウス、担任の代わりにメンターを置いている。
新陽高校独自の学校設定科目として「e-sports演習」や「アウトドア探究」、「保育原理」や「食育学」など幅広く学びを提供している。
PBLも盛んであり、24年度に実施されたプロジェクトの一つに「観光プロジェクト」がある。札幌国際大学観光学科およびコープトラベルと共同し旅行商品の開発に取り組み、実際に新陽生が企画した2つの旅行が商品化・ツアーが実施された。
その他、アイヌや宮沢賢治、宇宙、衛星デザイン、YOSAKOIなど様々なジャンルのPBLを企業や大学と連携しながら行っている。
またTikTokのフォロワー数が学校アカウント2位となっており、SNSを活用した生徒募集の新たなモデルを提示した。

## アクセス
- 1969年までは、現在の澄川児童会館付近に定山渓鉄道線の慈恵学園停留所があった。
- 現在は札幌市営地下鉄自衛隊前駅が最寄りの交通機関の駅。

## 著名な出身者

### 歌手
- 佐々木好 - シンガーソングライター
- 佐藤広大 - シンガーソングライター
- TAKAYO - シンガーソングライター

### サッカー選手
- 鶴野太貴 - 元福井ユナイテッド
- 出間思努 - 北海道コンサドーレ札幌

### その他スポーツ選手
- 亀田織音 - 元女子プロ野球選手
- 村上大輔 - スノーボード選手
- 濵田海人 - スノーボード選手